# Menza (village)
Pour les articles homonymes, voir Menza.
Menza (en russe : Ме́нза) est un village de la municipalité de Menza du raïon de Krasny Tchikoï du kraï de Transbaïkalie, en Russie. Sa population s'élevait à 257 habitants au recensement de 2021.

## Géographie
Le village de Menza se situe dans le kraï de Transbaïkalie, un kraï situé en Transbaïkalie, région de Sibérie orientale, en Russie. Il fait partie du district fédéral extrême-oriental. Le village fait partie du raïon de Krasny Tchikoï, un raïon du kraï, avec Tchita comme centre administratif. Il fait partie de l'établissement rural de Menza, une municipalité dont il est le chef-lieu,.   
Le fuseau horaire du village est MSK+6 (heure de Iakoutsk). Le décalage horaire appliqué par rapport au temps universel coordonné est +09:00.  

## Histoire
Le village a été fondé en 1726.

## Démographie
Recensements (*) et estimations de la population,,:
| 2002 * | 2010* | 2021* | - |
| ------ | ----- | ----- | - |
| 395    | 339   | 257   | - |